# Al Boasberg
Al Boasberg (* 5. Dezember 1892 in Buffalo, NY; † 18. Juni 1937 in Los Angeles, Kalifornien) war ein US-amerikanischer Autor, Gagschreiber und Regisseur von Komödien.
Geboren als Sohn eines Juweliers aus Buffalo schaffte er es mit rund 30 Jahren, sich als vielbeschäftigter Witzeschreiber diverser Showgrößen zu etablieren. Zu seinen Auftraggebern zählten George Burns, Fred Allen und Jack Benny. 1926 steuerte er in Hollywood Gags zu Filmen von Buster Keaton bei (Battling Butler, The General, College und Der brave Soldat Elmer). Später, in Zeiten des Tonfilms, arbeitete er unter anderem als Gagman für die Marx Brothers. Außerdem führte er Regie bei diversen Kurzfilmen sowie der abendfüllenden Komödie Myrt and Marge (1933) mit den Three Stooges. 1936 arbeitete er als Hauptautor für die Radioshow Jack Bennys. Er starb 1937 mit 45 Jahren in seinem Haus an den Folgen eines Herzinfarkts.